# 創立費
創立費（そうりつひ、inaugural expenses / promotion expense）とは、法人の設立登記までに法人を設立するために支出した諸費用を管理するための勘定科目。「繰延資産」として計上することが認められている。

## 概要
創立費とは、企業ないし法人の設立のためにかかった費用で、具体的には、企業・法人のさまざまな規定（定款）を作成する費用や、株式募集費、創立総会の会費、設立登記費用などである（詳細は後述）。これに対し、開業費は、法人設立後から営業を開始するまでの間にかかった開業準備のための費用である。
創立費は「費用」ではあるが、会計上、「繰延資産」として計上することが認められている。
繰延資産とは、本来は費用であっても、その効果が将来にわたってあらわれることから、一時的に「資産」として認められるものの総称であり、会社法上「その支出の効果が1年以上に及ぶもの」を指す。すなわち、法人設立のための登記費用などは、会社設立時のみにかかる支出であるが、その支出によってできた会社は1年経過後も存続し、よって、その支出の効果は会社が存続する限り継続すると考えられるのに対し、たとえば電車賃など交通費は目的地に到着すれば、その支払の効果は終わってしまう。繰延資産は、このような一過性の費用ではなくその支払の効果が1年以上に及ぶものを対象とし、いわゆる「減価償却」と同様の趣旨で、これを通常の費用の場合と区別して「資産」として計上し、計上した資産について償却という手続きを採用することによって、費用の効果の及ぶ会計期間の費用として処理をすること（翌期以降に繰り延べること）を認めた、貸借対照表上の表示区分のひとつである。
すなわち、創立費の財務諸表における表示区分は、
- 貸借対照表＞資産＞繰延資産＞創立費

と見なすことができる。
ただし、創立費を実際に繰延資産として計上することについては、会計・会社法・税法上いずれにあっても任意であり、発生した事業年度に一時償却することも可能である。ここで留意すべきは、いったん繰延資産として計上した場合には償却に対する考え方に違いが生じるということである。

## 創立費の具体例

### 会計上の範囲
創立費は会社の負担に帰すべき設立費用であり、創立費として会計処理を認められるもののとしては、具体的には以下のようなものがある。
- 定款および諸規則作成のための費用
- 株主募集のための広告費用
- 株式申込証、株券、目論見書などの印刷費用
- 創立事務所の賃借料
- 発起人への報酬
- 設立事務に使用する使用人の給与
- 証券会社など金融機関の取扱手数料
- 創立総会の費用
- 設立登記の登録免許税

### 税法上の範囲
上に掲げたもののほか、税法上「創立費」は、会社設立のために必要と認められる支出に限り、その負担が定款に定められていない場合、あるいは定款に規定されている額を超えて支出した場合であっても、設立会社の負担とすることが認められており、実務もこれに従っている。

## 創立費の取扱い

### 会計上の取扱い
創立費は、支出時に費用（営業外費用）として処理することを原則としており、一般に、会社の設立前に支出した費用については設立の日付で仕訳する。また、上述したように、繰延資産として計上することが認められており、この場合は、会社の成立のときから5年以内のその効果の及ぶ期間にわたって、定額法により償却（月割償却）をしなければならないこととなっている。

### 法人税の取扱い
創立費は、5年以内のその効果の及ぶ期間にわたって、定額法により償却（月割償却）をしなければならないこととなっているが、税法上は、上述のように、任意の償却となっているので、開始事業年度において全額損金算入することも可能である。また、いつでも自由に任意の額だけを償却してもかまわないので、会社の経営状態が黒字になるまで繰延資産に計上しておくということも可能である（法令14、法令64）。
創立費は税法上は任意償却であるものの、設立によって資金を調達できたことで企業は設立以降数期にわたって収益を上げることができるので、繰延資産として取り扱われる方が望ましいとする見解がある。

### 消費税の取扱い
創業にかかわる費用は、その費用を支出した日の課税期間（開始事業年度）で仕入税額控除を行う。ただし、登録免許税や印紙税などの租税公課、人件費、支払利子、保険料などは仕入税額控除の対象とはならない。